# 안티오페 (DC 코믹스)
안티오페(그리스어: Ἀντιόπη Antiope[*])는 DC 코믹스의 캐릭터이다. 그리스 신화에 등장하는 동명의 아마존인을 모티브로 하였으며, 히폴리테 여왕의 동생이자 원더우먼의 이모가 된다. 1984년 2월 《원더우먼》 312호에 처음 등장했고, 조지 페레스가 창작하였다. 2017년 영화 《원더우먼》에서는 로빈 라이트가 배역을 맡았다.

## 담당 배우

### 영화
- 원더우먼(2017) - 로빈 라이트